# أنديشش
أنديشش (بالفارسية: اندیشش) هي مستوطنة تقع في قسم بقمتش الريفي (مقاطعة تشناران) في إيران. يقدر عدد سكانها بـ 1,089 نسمة .